# Guitar Player
A Guitar Player népszerű, havonta megjelenő gitáros magazin. Nagyrészt gitárosokkal, gitártechnikával kapcsolatos cikkeket, interjúkat, kritikákat és különböző írásokat tartalmaz, gyakran részletezi ismert gitárosok felszerelését, erősítő kapcsolásait. 1967-től kezdve folyamatosan megjelent, majd az 1980-as években robbanásszerű népszerűség-növekedést ért el és rendkívül befolyásos gitáros magazin lett. 2006-tól kezdve internetes videó mellékletet is sugároz.

## Külső hivatkozások
- Weboldal
- Guitar Player TV